# Euanisous teuthroides
Euanisous teuthroides är en insektsart som först beskrevs av Bolívar, I. 1905.  Euanisous teuthroides ingår i släktet Euanisous och familjen vårtbitare. Inga underarter finns listade i Catalogue of Life.